# Tak načinalas' legenda
Tak načinalas' legenda (Так начиналась легенда) è un film del 1976 diretto da Boris Alekseevič Grigor'ev.

## Trama
Il film racconta l'infanzia di Jurij Gagarin, avvenuta in un contesto di guerra, occupazione, carestia, l'espulsione del fratello e della sorella maggiori in Germania, l'espulsione dei nazisti dalla regione di Smolensk e il trasferimento della sua famiglia in Gzhatsk.